# 蔡继明
蔡继明（1956年1月29日—），河北唐山人，清华大学社会科学学院经济学研究所教授、中国民主促进会会员，主要从事马克思经济学与西方经济学比较、价值和收入分配理论、地租理论以及土地制度和城市化研究。

## 生平
1982年毕业于河北师范大学政治教育专业，获文学学士学位；1985年毕业于河南大学政治经济学专业，获经济学硕士学位；随后进入南开大学经济研究所工作，期间攻读经济学博士学位，1990年评为副教授，1992年评为教授，1995年评为博士生导师；1999年进入清华大学工作，2005-2006年以富布赖特访问学者身份赴哈佛大学访问，曾任经济学研究所副所长，现担任社会科学学院学术委员会副主任、经济学研究所学术委员会主任、政治经济学研究中心主任。2018年2月24日，当选为第十三届全国人大代表。

## 学术贡献
截止2014年底，已发表250余篇学术论文，8部学术著作，6部教科书，2部译著。主要贡献有：创立了广义价值论和垄断足够价格论（即包括工业、农业、商业、采掘业、银行和住宅地租在内的完整的地租理论），提出了按生产要素贡献分配的理论，阐明了优先发展大城市的城市化战略，构建了适应工业化、城市化要求的分步进行递次推进的土地制度改革框架。

## 学术兼职
中国《资本论》研究会常务理事，中国高校《资本论》研究会常务理事，中华外国经济学说研究会理事，中国经济社会理事会理事，中国林业经济学会副理事长，《当代亚洲经济研究》（Contemporary Asian Economy Research）联席主编。兼任中国社会科学院、南开大学、福州大学、郑州大学、河南大学、深圳大学、江西财经大学、浙江财经学院、河北师范大学、河北经贸大学、海南大学、华南师范大学、广东外语外贸大学等16所院校教授。

## 社会兼职
现任十二届全国人大代表，第十三届民进中央常委、民进中央经济委员会主任，最高人民法院特邀咨询员，中央统战部联络员。曾任九届天津市政协委员，九届、十届天津市南开区政协常委；九届、十届、十一届全国政协委员，全国政协港澳台侨委员会委员、全国政协经济委员会委员；全国政协特邀信息委员，最高人民检察院特邀检察员；十届民进中央委员，民进中央政法财经委员会副主任，民进天津市副主委，十一届民进中央常委，民进中央经济委员会主任，民进北京市副主委，民进清华大学支部主任；十二届民进中央常委，民进中央经济委员会主任，民进北京市副主委，中央统战部联络员。

## 社会反响
参政议政。作为参政议政三届十五年的全国政协委员，共提出150余份提案，平均每年五份提案，被媒体称为“最勤快的政协委员”。而在其提案中，内容涉及最多的是土地，期间共提交30多份有关土地的提案，故被媒体称为“土地委员”。因敢谏直言，《南方周末》2007年评其为全国两会“十大言者”，人民日报社《信息导刊》和腾讯网称其“敢言直谏”。
分配理论及价值理论。蔡继明和谷书堂于1988年在国内学术界首次提出按生产要素贡献分配理论，这是对我国社会主义分配理论的重大突破，并由此获得中宣部、中央党校和中国社会科学院联合颁发的中共中央纪念十一届三中全会理论研讨会入选论文奖，该理论也写进了后来的中共十六大、十七大和十八大报告。蔡继明等的分配理论以其1985年开始研究的广义价值论为基础，后者被国内诸多学者称为独树一帜。
假日改革。2006年，受民进中央委托，蔡继明带领团队以着力推行带薪休假、错开休假日期为指导思想，提出全国节假日制度改革方案，包括：变黄金周集中休假为分散休假、增加部分传统节日为法定节假日、全面推行带薪休假，其中大部分被国务院采纳。但由于国务院在取消了五一黄金周后带薪休假并未得到有效落实，一些网民利用百度贴吧对蔡继明进行人身攻击和谩骂，蔡继明以网络公司放弃监管以侵害公众权益谋取商业利益为案由把百度公司告上了法庭并最终赢得诉讼。2014年，最高人民法院把这一案例列入网络民事侵权纠纷八大典型案例之一。同年，蔡继明之前建议的除夕节假日被取消。